# Lokomotiva Union Pacific 9000

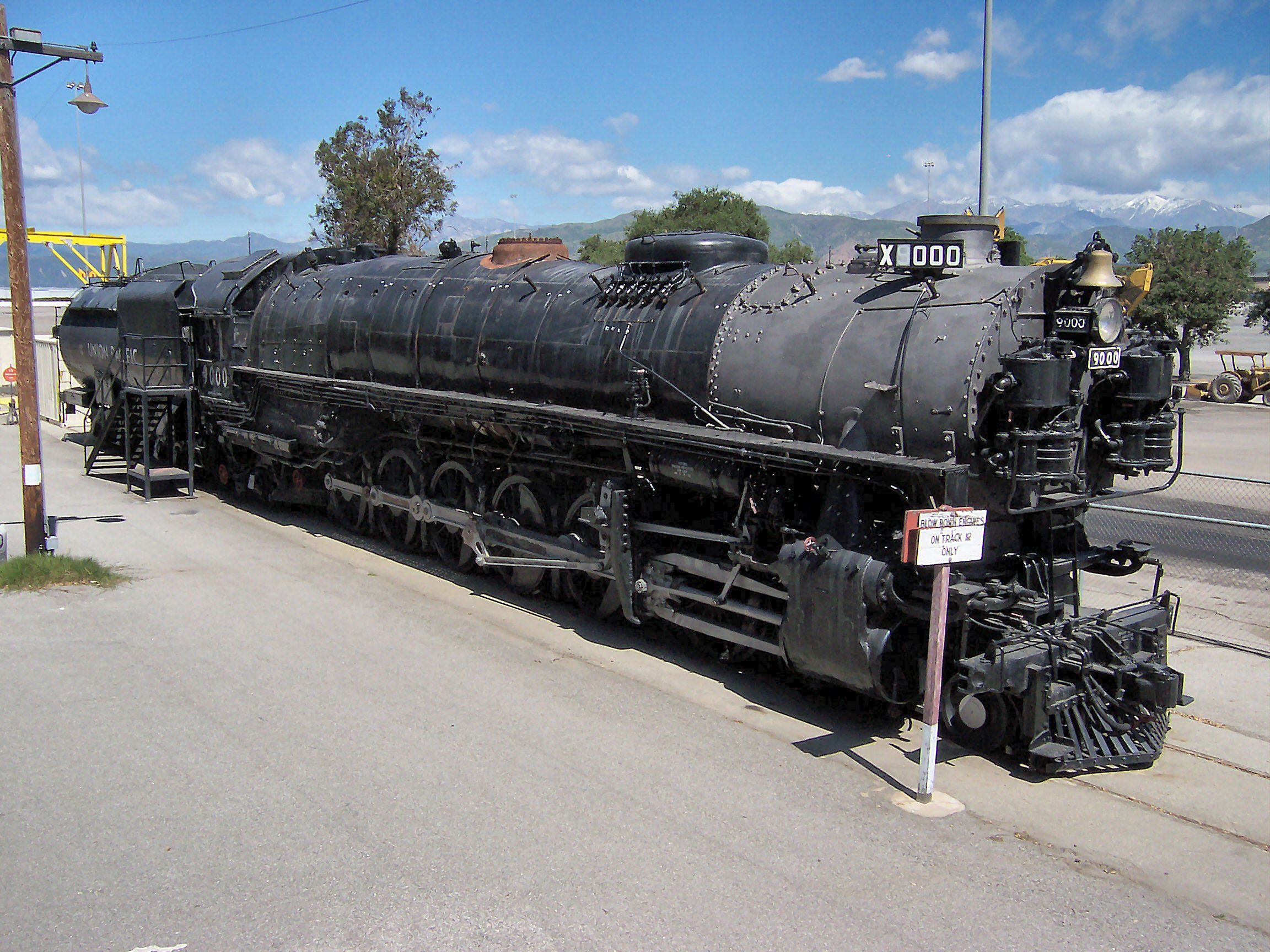
Prototyp Union Pacific 9000

Union Pacific 9000 byla řada šestispřežních parních lokomotiv společnosti Union Pacific Railroad. Jednalo se o jedinou řadu lokomotiv s uspořádáním pojezdu 2'F1' na světě a s tažnou silou 440 kN patrně nejsilnější lokomotivy bez členěného hnacího podvozku. Všech 88 kusů řady 9000 vyrobila firma ALCO v letech 1926-1930, na tratích UP jezdily až do ukončení parního provozu v 50. letech 20. století. Do současnosti se zachovala první prototypová lokomotiva č. 9000 a podle jiného zdroje i č. 9032 .